# Tal til mig (album)
 For alternative betydninger, se Tal til mig. (Se også artikler, som begynder med Tal til mig)
Tal til mig er det 14. studiealbum af den danske sangerinde og sangskriver Anne Linnet, der blev udgivet i 1993 via Pladecompagniet.

## Spor
Alle sange er skrevet af Anne Linnet.
Side 1
1. "Tal til mig" – 4:51
2. "Du betyder liv" – 5:20
3. "Drømt om dig" – 4:36
4. "På stenede veje" – 4:27
5. "Den eneste ene" – 4:52

Side 2
1. "Et enkelt ord" – 6:15
2. "Hinandens himmelblå" – 3:49
3. "Min elskede" – 5:33
4. "Evig og altid - Forever" – 5:26
5. "Tusindvis af blå lanterner" – 4:17

## Hitlister
| Hitliste (1993) | Højeste placering |
| --------------- | ----------------- |
| Danmark (IFPI)  | 6                 |